# Libertia
Libertia is een geslacht uit de lissenfamilie (Iridaceae). De soorten komen voor van de Andes tot in het zuiden van Zuid-Amerika, in Australië van Zuidoost-Queensland tot in Zuidoost-Australië en verder in Nieuw-Zeeland.

## Soorten
- Libertia chilensis (Molina) Gunckel
- Libertia colombiana R.C.Foster
- Libertia cranwelliae Blanchon, B.G.Murray & Braggins
- Libertia edgariae Blanchon, B.G.Murray & Braggins
- Libertia falcata Ravenna
- Libertia flaccidifolia Blanchon & J.S.Weaver
- Libertia grandiflora (R.Br.) Sweet
- Libertia insignis Ravenna
- Libertia ixioides (G.Forst.) Spreng.
- Libertia micrantha A.Cunn.
- Libertia mooreae Blanchon, B.G.Murray & Braggins
- Libertia paniculata (R.Br.) Spreng.
- Libertia peregrinans Cockayne & Allan
- Libertia pulchella (R.Br.) Spreng.
- Libertia sessiliflora (Poepp.) Skottsb.
- Libertia tricocca Phil.
- Libertia umbellata Ravenna

... · 
Crocus (Krokus) · 
Dietes · 
Freesia · 
Gladiolus (Gladiool) · 
Gelasine ·
Iris (Lis) · 
Sisyrinchium · 
Moraea · 
Romulea · 
Tigridia · 
Witsenia · 
...